# Себрис, Карлис Карлович
Карлис Карлович Себрис (латыш. Kārlis Sebris; 1914 — 2009) — советский, латышский актёр театра и кино. Народный артист СССР (1974).

## Биография
Карлис Себрис родился 18 февраля 1914 года в посёлке Синоле Валкского уезда (ныне — в Леясциемской волости Гулбенского края Латвии).
Окончил Лизумскую начальную школу, затем в 1932 году — Цесвайнскую государственную среднюю школу, а в 1938 году — Латвийские драматические курсы Зелтматиса.
С 1938 года — актёр Латвийского национального театра (в 1940—1988 годах — Государственный академический театр драмы Латвийской ССР им. А. Упита). На сцене этого театра выступал всю жизнь, сыграв более двухсот ролей.
Дебют в кино состоялся в 1940 году на Рижской киностудии в небольшой роли в фильме режиссёра В. Пуце «Каугурское восстание».
Скончался 12 января 2009 года в Риге. Похоронен на Лесном кладбище.

## Творчество

### Роли в театре
Всего на сцене Латвийского национального театра было сыграно более 200 ролей. Среди них:
- 1938 — «Господин у ворот» В. Зонберга — Гвидо
- 1939 — «Злой дух» Р. Блауманиса — гость
- 1940 — «Дон Карлос» Ф. Шиллера — граф Таксис
- 1941 — «Разлом» Б. Лавренёва — Первый мичман
- 1942 — «Вей, ветерок» Я. Райниса — Батрак
- 1943 — «Враг народа» Г. Ибсена — рабочий
- 1944 — «Перед восходом солнца» Г. Гауптмана — Эгмонт Клаузен
- 1945 — «Инженер Сергеев» В. Рока — Владимир Волошин
- 1946 — «Купальщица Сусанна» А. Упита — Дзирнис
- 1947 — «Кремлёвские куранты» Н. Погодина — секретарь Ленина
- 1948 — «Таланты и поклонники» А. Островского — обер-кондуктор
- 1948 — «В огне» Р. Блауманиса — Вискрелис
- 1949 — «В степях Украины» А. Корнейчука — Долгоносик
- 1950 — «Времена землемеров» Рейниса и Матиса Каудзите — Шваукстс
- 1951 — «Варвары» М. Горького — Редозубов
- 1952 — «Ревизор» Н. Гоголя — купец Абдулин
- 1953 — «Вишнёвый сад» А. Чехова — Епиходов
- 1954 — «Кто смеётся последним» К. Крапивы — Человек в военной форме
- 1956 — «Госпожа министерша» Б. Нушича — Пера Каленич
- 1957 — «Преступление и наказание» по роману Ф. Достоевского — Порфирий Петрович
- 1958 — «Рига» А. Деглавса — Старпрингс
- 1959 — «Плот Медузы» Ж. Гривы — Адам Буштерис
- 1960 — «Иркутская история» А. Арбузова — Сердюк
- 1960 — «Арменуи» А. Ширванзаде — Константин
- 1962 — «Милый лжец» Дж. Килти — Джордж Бернард Шоу
- 1964 — «Двенадцатая ночь» У. Шекспира — сэр Тоби
- 1965 — «Трёхгрошовая опера» Б. Брехта — Браун, шеф лондонской полиции
- 1966 — «Свидание» Ж. Робера — Маренвал
- 1967 — «Йыннь с острова Кихну — дикий капитан» Ю. Смуула — капитан Йыннь
- 1968 — «Дон Жуан, или Любовь к геометрии» М. Фриша — патер Диего
- 1969 — «Лето в Ноане» Я. Ивашкевича — Антоний Водзинский
- 1970 — «Шесть персонажей в поисках автора» Л. Пиранделло — Директор
- 1971 — «Сказки старого Арбата» А. Арбузова — Фёдор Балясников
- 1972 — «Дело передаётся в суд» А. Чхаидзе — Расмадзе
- 1973 — «Кошки-мышки» И. Эркеня — Виктор Чермлени
- 1974 — «Кола Брюньон» по повести Р. Роллана — Кола Брюньон
- 1977 — «Сладкоголосая птица юности» Т. Уильямса — Босс Финли
- 1979 — «Юлий Цезарь» У. Шекспира — Цицерон
- 1980 — «Михаэль Крамер» Г. Гауптмана — Михаэль Крамер
- 1981 — «Месье Амилькар» И. Жамиака — Александр
- 1983 — «Принц и нищий» по роману М. Твена — Генрих VIII
- 1984 — «Ромео и Джульетта» У. Шекспира — лорд Капулетти
- 1985 — «Огонь и ночь» Я. Райниса — Айзкрауклис
- 1986 — «Нюрнберг… 1948…» Э. Манн — Даниэль Хейвуд
- 1987 — «Рыжий слуга» Л. Стумбре — Екабс
- 1989 — «Мария Стюарт» Ф. Шиллера — Берли
- 1990 — «Бесстыжие родители» А. Эглитиса — Аскольд Олте
- 1991 — «Играй, танцуй» Я. Райниса — Трейгалвис
- 1992 — «Беден, как церковная мышь» Л. Фодора — Фридрих Талгейм
- 1993 — «Невидимый Харви» М. Чейз — Вильям Р. Чамли
- 1994 — «Амадей» П. Шефера — граф Орсини-Розенберг
- 1995 — «Салемские ведьмы» А. Миллера — Джайл Кори
- «Сын рыбака» В. Лациса — Фредис
- «На дне» М. Горького — Сатин
- «Дон Карлос» Ф. Шиллера — Филипп
- «Морские ворота» Д. Зигмонте — Виранауда
- «Центр нападения умрёт на заре» А. Кусани — Эннесимо Лупус
- «Моцарт и Сальери» А. Пушкина — Сальери
- «Гамлет» У. Шекспира — Клавдий

### Фильмография
- 1940 — Каугурское восстание — эпизод
- 1947 — Возвращение с победой — прихожанин
- 1955 — К новому берегу — эпизод
- 1956 — За лебединой стаей облаков — фон Винкель
- 1956 — Причины и следствия (короткометражный) — редактор
- 1957 — Наурис — эпизод
- 1958 — Чужая в посёлке — Кисис
- 1959 — Меч и роза — милиционер
- 1960 — На пороге бури — эпизод
- 1961 — Верба серая цветёт — автор пьесы
- 1962 — День без вечера — директор
- 1963 — Генерал и маргаритки — военный промышленник[1]
- 1964 — Капитан Нуль — Юхан
- 1965 — «Тобаго» меняет курс — Квиесис
- 1966 — Эдгар и Кристина — Фришвагарс
- 1968 — 24-25 не возвращается — майор Григастс
- 1968 — Времена землемеров — Павулс
- 1969 — У богатой госпожи — Фридис
- 1970 — Слуги дьявола — Самсон
- 1970 — Король Лир — граф Глостер
- 1970 — Клав — сын Мартина — председатель колхоза
- 1970 — Баллада о Беринге и его друзьях — Витус Беринг
- 1971 — Танец мотылька — Филипп
- 1971 — Последний рейс «Альбатроса» — Зандлер
- 1971 — В тени смерти — Зальга
- 1971 — Тростниковый лес — старик Норд
- 1971 — Салатик (короткометражный) — Йоренс
- 1971 — Наследники военной дороги — Церниекс
- 1972 — Слуги дьявола на чёртовой мельнице — суперинтендант Самсон
- 1973 — Цыплят по осени считают — Иевиньш
- 1973 — Антиквары (киноальманах Красный агат) — Дедковский
- 1974 — Кола Брюньон — Кола Брюньон
- 1974 — Нападение на тайную полицию — Грегус
- 1975 — Лето мотоциклистов — лесник
- 1977 — Красные дипкурьеры — начальственный господин
- 1977 — Мужчина в расцвете лет — эпизод
- 1977 — Будьте моей тёщей! — майор милиции
- 1978 — Где ты был, Одиссей? — Цоллер
- 1978 — Открытая страна — эпизод
- 1978 — Твой сын — художник-юбиляр
- 1978 — Потому что я — Айвар Лидак — рыбак
- 1979 — Отель «У погибшего альпиниста» — господин Мозес
- 1979 — Ночь без птиц — председатель колхоза
- 1979 — Дюма на Кавказе — Александр Дюма
- 1979 — За стеклянной дверью — больной
- 1980 — Братья Рико — Винче Виттерс
- 1982 — Забытые вещи — Карлис
- 1986 — Я хочу твоё фото (короткометражный) — её друг
- 1991 — Индраны — Индран-старший
- 2000 — Страшное лето — Аугустс.

## Звания и награды
- Заслуженный артист Латвийской ССР (1956)
- Народный артист Латвийской ССР (1964)
- Народный артист СССР (1974)
- Орден Трудового Красного Знамени (1988)
- Офицер ордена Трёх звёзд (1995) — за вклад в развитие театрального искусства
- Почётная грамота Президиума Верховного Совета Латвийской ССР (1984) — за успехи в развитии латышского советского театрального искусства и в связи с семидесятилетием со дня рождения.

## Интересные факты
В 2007 году в Риге был установлен памятник трубочисту и каменщику. Прототипами для этой скульптурной композиции (авторы Карлис Иле и Гиртс Бурвис) послужили трубочист Варис Вилцанс и актёр Карлис Себрис.